# Système de production Toyota
Le système de production Toyota (TPS pour « Toyota Production System » en anglais) est un système socio-technique intégré, développé par le constructeur automobile japonais Toyota, qui comprend sa philosophie de gestion et ses pratiques. Le TPS organise la fabrication et la logistique du constructeur, y compris l'interaction avec les fournisseurs et les clients. Le système est l'un des grands précurseurs du plus générique de « lean manufacturing ». Taiichi Ohno et Eiji Toyoda, ingénieurs japonais, ont développé le système entre 1948 et 1975.
Appelé à l'origine « production juste-à-temps », il s'appuie sur l'approche créée par le fondateur de Toyota, Sakichi Toyoda, son fils, Kiichiro Toyoda, et l'ingénieur Taiichi Ohno. Les principes sous-jacents à la TPS sont contenus dans The Toyota Way.

## Objectifs
Les principaux objectifs de la TPS sont d'éviter les surcharges (muri) et incohérences (mura), et d'éliminer les gaspillages (muda). Les effets les plus significatifs sur le processus de création de valeur sont atteints par la conception de processus capables de fournir les résultats requis en douceur ; en évitant des incohérences (mura). Il est également crucial de veiller à ce que le processus soit aussi flexible que nécessaire, sans tension ni surcharge (muri) puisque cela génère des gaspillages (muda). Enfin, les réductions des gaspillages (l'élimination de la muda) sont très précieuses.
Il existe huit types de muda qui sont abordées dans la TPS :
1. Les gaspillages de surproduction (la plus grande part des gaspillages) ;
2. Gaspillage du temps (attente) ;
3. Gaspillage des transports ;
4. Gaspillage de la fabrication elle-même ;
5. Gaspillage des stocks disponibles ;
6. Gaspillage de gestes ;
7. Gaspillage dû à la fabrication de produits défectueux ;
8. Gaspillage dû à une mauvaise utilisation des employés.

L'élimination des gaspillages résume les effets du TPS aux yeux de beaucoup, car il est le plus courant des trois à avoir été mis en œuvre. Dans le TPS de nombreuses initiatives sont déclenchées par la volonté d'éliminer une incohérence ou une surcharge ce qui conduit à l'élimination de gaspillage sans que l'attention ait été portée sur sa réduction en premier lieu.

## Concept
Toyota Motor Corporation a publié une description officielle de la TPS pour la première fois en 1992 ; ce livret a été révisé en 1998. Dans l'avant-propos il est dit : « La TPS est un cadre pour la conservation des ressources en éliminant les gaspillages. Les personnes qui participent au système apprennent à identifier les dépenses de matière, d'efforts et de temps qui ne génèrent pas de la valeur pour les clients. Le livret n'est pas un manuel. C'est plutôt une vue d'ensemble des concepts qui sous-tendent notre système de production. C'est un rappel que l'augmentation durable de la productivité et de la qualité est possible dès que la direction et les employés sont unis dans leur engagement pour un changement positif. » TPS est basée sur deux principaux piliers conceptuels :
1. Juste-à-temps[4] – dans le sens de « faire ce qui est nécessaire, seulement lorsque c'est nécessaire, et seulement dans la quantité qui est nécessaire » ;
2. Jidoka[5] – (Autonomation), signifiant « automatisation avec une touche d'humain ».

Toyota a développé plusieurs outils pour faire passer ces concepts en pratique et pour les appliquer aux exigences spécifiques de l'entreprise.

## Origines
Ce système, plus que tout autre aspect de l'entreprise, est ce qui a fait de Toyota la société qu'elle est aujourd'hui. Toyota est reconnu depuis longtemps comme un leader dans le secteur de la fabrication et de la production de l'industrie.
L'ingénierie industrielle est la science plus large qui sous-tend le TPS.
C'est un mythe que « Toyota eu l'inspiration de son système lors de la visite d'un supermarché, et non de l'industrie automobile américaine (à l'époque la plus grande du monde et de loin) ». L'idée de la production Juste-à-temps vient de Kiichiro Toyoda, fondateur de Toyota. La question était de savoir comment mettre en œuvre l'idée. En lisant la description de supermarchés américains, Ohno a vu dans les supermarchés un modèle de ce qu'il tentait d'accomplir dans l'usine. Un client dans un supermarché, prend la quantité désirée de marchandises en rayon et l'achète. Le magasin réapprovisionne la gondole avec suffisamment de nouveaux produits pour remplir l'espace laissé sur les étagères. De même, une usine qui aurait besoin de pièces irait dans l'« étagère de stockage » (point de stockage) pour cette pièce et « achèterait » (retirerait) la quantité nécessaire. L'« étagère » serait « réapprovisionnée » par l'usine qui produit la pièce, n'en faisant que la quantité nécessaire pour remplacer ce qui a été retiré.
Bien que de faibles quantités de stocks sont un des principaux résultats du système de production Toyota, un élément important de la philosophie du système est de travailler intelligemment et d'éliminer les gaspillages de manière qu'un minimum de stock soit nécessaire. De nombreuses entreprises occidentales, après avoir observé les usines Toyota, ont directement tenté de réduire le niveau de stocks, sans comprendre ce qui permettait ces réductions. L'imitation sans la compréhension du concept ou de la motivation sous-jacents peut avoir conduit à l'échec de ces projets.

## Principes
Les principes sous-jacents, appelés « Toyota Way », ont été décrits par Toyota comme suit, :

### Amélioration continue
- Défi (nous construisons une vision à long terme, en relevant les défis avec courage et créativité afin de réaliser nos rêves) ;
- Kaizen (nous améliorons nos opérations commerciales en permanence, en visant toujours l'innovation et l'évolution) ;
- Genchi Genbutsu (aller à la source pour trouver les faits pour prendre les bonnes décisions).

### Respect des personnes
- Respect (nous respectons les autres, faisons tous les efforts pour se comprendre les uns les autres, prenons nos responsabilités et faisons de notre mieux pour renforcer la confiance mutuelle) ;
- Travail d'équipe (nous stimulons le développement personnel et professionnel, partageons les opportunités de développement et maximisons les performances individuelles et d'équipe).

Les observateurs externes ont résumé les principes de la Toyota Way ainsi :

### Philosophie à long terme
1. Baser ses décisions de gestion sur une philosophie à long terme, même au détriment des objectifs financiers à court terme.

### Bon processus produisant les bons résultats
1. Créer processus continu pour remonter les problèmes à la surface.
2. Utiliser le système « tiré » pour éviter la surproduction.
3. Niveler la charge de travail (heijunka) (travailler comme la tortue, et non pas le lièvre).
4. Construire une culture où l'on s'arrête pour réparer les problèmes, pour obtenir de la bonne qualité de départ.(Jidoka)
5. Les tâches standardisées sont le fondement de l'amélioration continue et l'autonomisation des employés.
6. Utiliser le contrôle visuel pour que des problèmes ne soient pas cachés.
7. Utiliser seulement des technologies fiables et testées qui sont utiles à vos employés et à vos processus.

### Ajouter de la valeur à l'organisation par le développement de vos collaborateurs et de partenaires
1. Former des leaders qui comprennent le travail, vivent la philosophie, et l'enseignent aux autres ;
2. Développer les personnes et les équipes exceptionnelles qui suivent la philosophie de votre entreprise ;
3. Respecter votre réseau élargi de partenaires et de fournisseurs en les stimulant et en les aidant à s'améliorer.

### Aller systématiquement à la racine des problèmes permet l'apprentissage organisationnel
1. Aller-voir par soi-même pour bien comprendre la situation (Genchi Genbutsu, 現地現物) ;
2. Prendre les décisions lentement et par consensus, en considérant toutes les options (Nemawashi, 根回し); mettre en œuvre des décisions rapidement ;
3. Devenir une organisation apprenante en faisant une réflexion sur soi même implacable (Hansei, 反省) et en s'améliorant en continu (Kaizen, 改善).

Le système de production Toyota a été comparé à essorer une serviette sèche. Cela signifie que c'est un système d'élimination des gaspillage en profondeur. Beaucoup de gens se contentent d'éliminer les gaspillages que tout le monde identifie comme des gaspillages. Mais il en reste encore beaucoup qui n'ont tout simplement pas encore été reconnus comme des gaspillage ou que les gens sont prêts à tolérer.
Les gens s'étant résignés à certains problèmes, étaient devenu prisonniers de la routine et avaient abandonné la pratique de résolution de problèmes. Ce retour aux sources, d'exposer la signification réelle des problèmes et ensuite d'apporter des améliorations fondamentales, est observé tout au long du système de production Toyota.

## Partage
Toyota a commencé à partager la méthode TPS avec ses fournisseurs de pièces dans les années 1990. En raison de l'intérêt manifesté par d'autres organisations, Toyota a commencé à vendre la méthodologie à d'autres. Toyota a aussi « fait donation » de son système à des organismes de bienfaisance, en fournissant ses ingénieurs et ses techniques pour des associations afin qu'elles améliorent leur efficacité et donc leur capacité à servir les gens. Par exemple, Toyota a aidé la Banque alimentaire de la ville de New York (Food Bank For New York City) pour réduire de manière significative les temps d'attente à la soupe populaire, le temps d'emballage à un centre de distribution alimentaire, et les délais d'attente dans un dépôt de nourriture.

## Workplace management
Le livre de Taiichi Ohno, Workplace Management (Management du lieu de travail) (2007) décrit en 38 chapitres comment mettre en œuvre le système TPS.
- Chapitre 1 : Les sages corrigent leurs méthodes (voir les Analectes de Confucius sur ce sujet)
- Chapitre 4 : Vérifiez les échecs avec vos propres yeux
- Chapitre 11 : Les gestes inutiles ne sont pas du travail
- Chapitre 15 : Juste à temps, expression inventée par Kiichiro Toyoda, le premier président de Toyota. Il y a conflit sur la véritable traduction de « juste à temps ». Taiichi Ohno dans le livre, dit que « « Juste à temps » doit être interprété dans le sens que c'est problématique lorsque les pièces sont livrées trop tôt »[16].
- Chapitre 23 Comment produire à un coût inférieur. « L'un des principes fondamentaux du Système Toyota est de « faire ce dont vous avez besoin, dans la quantité dont vous avez besoin , au moment où vous en avez besoin », mais pour dire toute la vérité, il y une autre partie à cela, c'est : « à moindre coût ». Mais cette partie n'est pas écrite. »

## Terminologie communément utilisée
- Andon (行灯) (un grand tableau lumineux utilisé pour alerter les surveillants d'un problème à une station spécifique. Littéralement : enseigne)
- Gemba (現場) (l'endroit, le lieu où le vrai travail est fait ; sur le site)
- Genchi Genbutsu (現地現物) (allez voir par vous-même)
- Hansei (反省) (auto-réflexion)
- Heijunka (平 准 化) (le lissage de la production)
- Jidoka (自 働 化) (autonomation - automatisation avec l'intelligence humaine)
- Juste-à-temps (ジャストインタイム)
- Kaizen (改善) (amélioration continue)
- Supermarché de fabrication où tous les composants sont disponibles pour être retiré par un processus
- Muda (無駄, aussi ムダ) (en français : gaspillages)
- Mura (斑 ou ムラ) (les aspérités)
- Muri (無理) (surcharge)
- Nemawashi (根回し) (construire les fondements, le consensus, littéralement : aller autour des racines)
- Obeya (大部屋) (réunion de managers, littéralement : grande chambre, salle de guerre, salle du conseil)
- Poka-yoke (ポカヨケ) (prévenir, pour éviter (yokeru) des erreurs (poka)
- Seibi (préparer)
- Seiri (整理) (trier, enlever ce qui n'est pas nécessaire)
- Seiton (整頓) (organiser)
- Seiso (清掃) (nettoyer et inspecter)
- Seiketsu (清潔) (standardiser)